# Norrahammars bruk

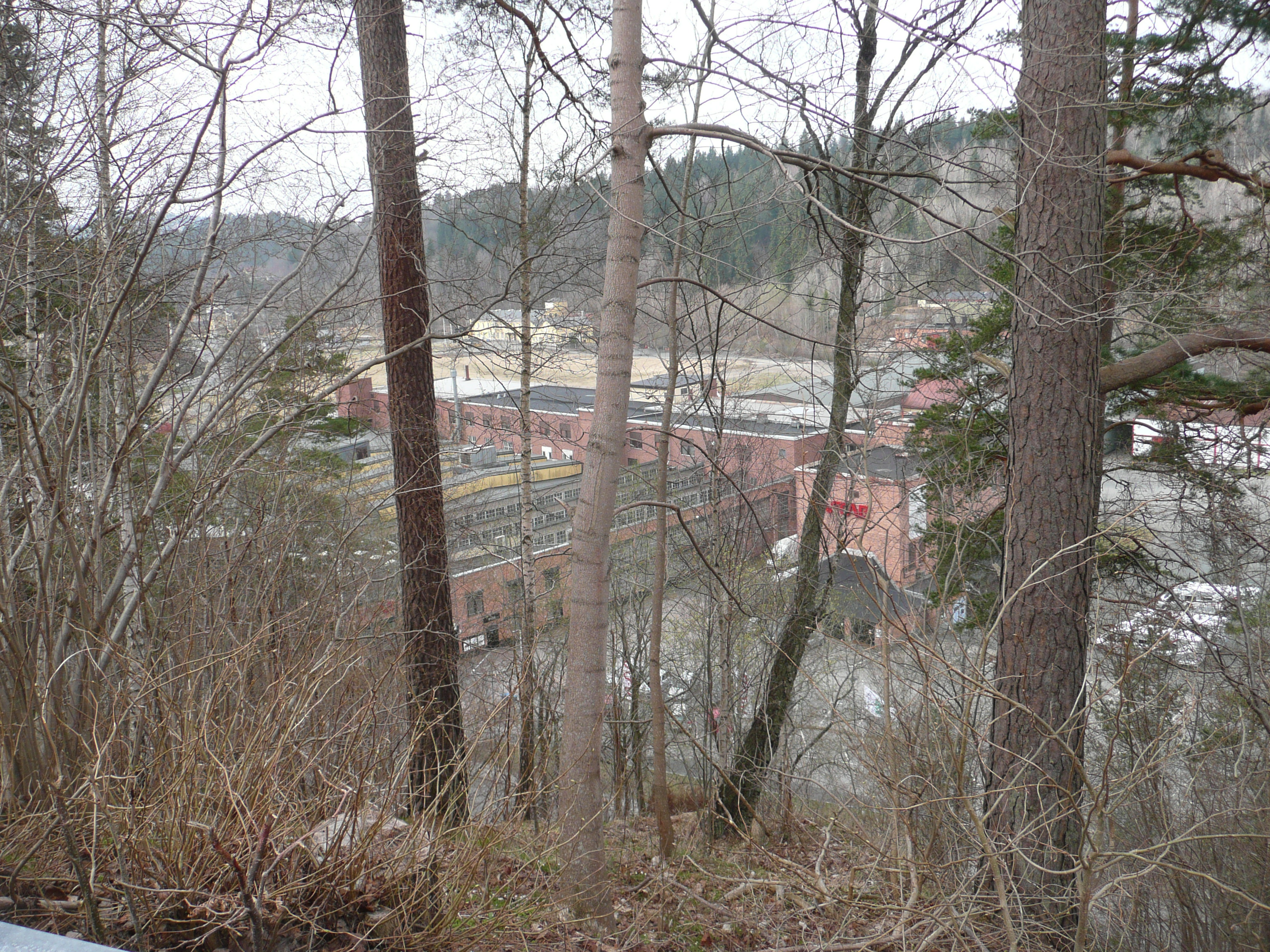
Norrahammars bruk.

Norrahammars bruk var ett bruk i Norrahammar i Norrahammars köping, nuvarande Jönköpings kommun.

## Historik

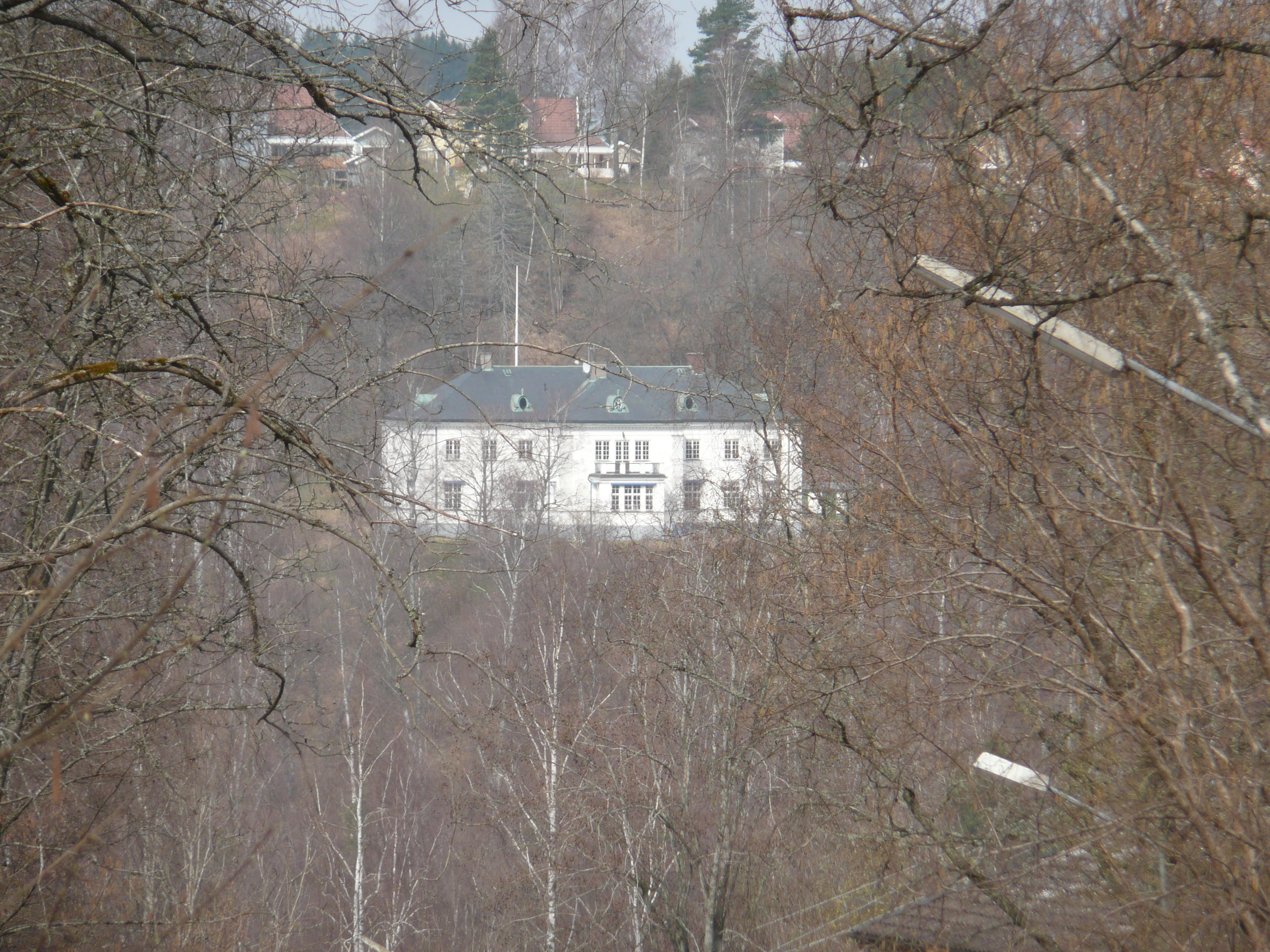
Brukspatronens residens

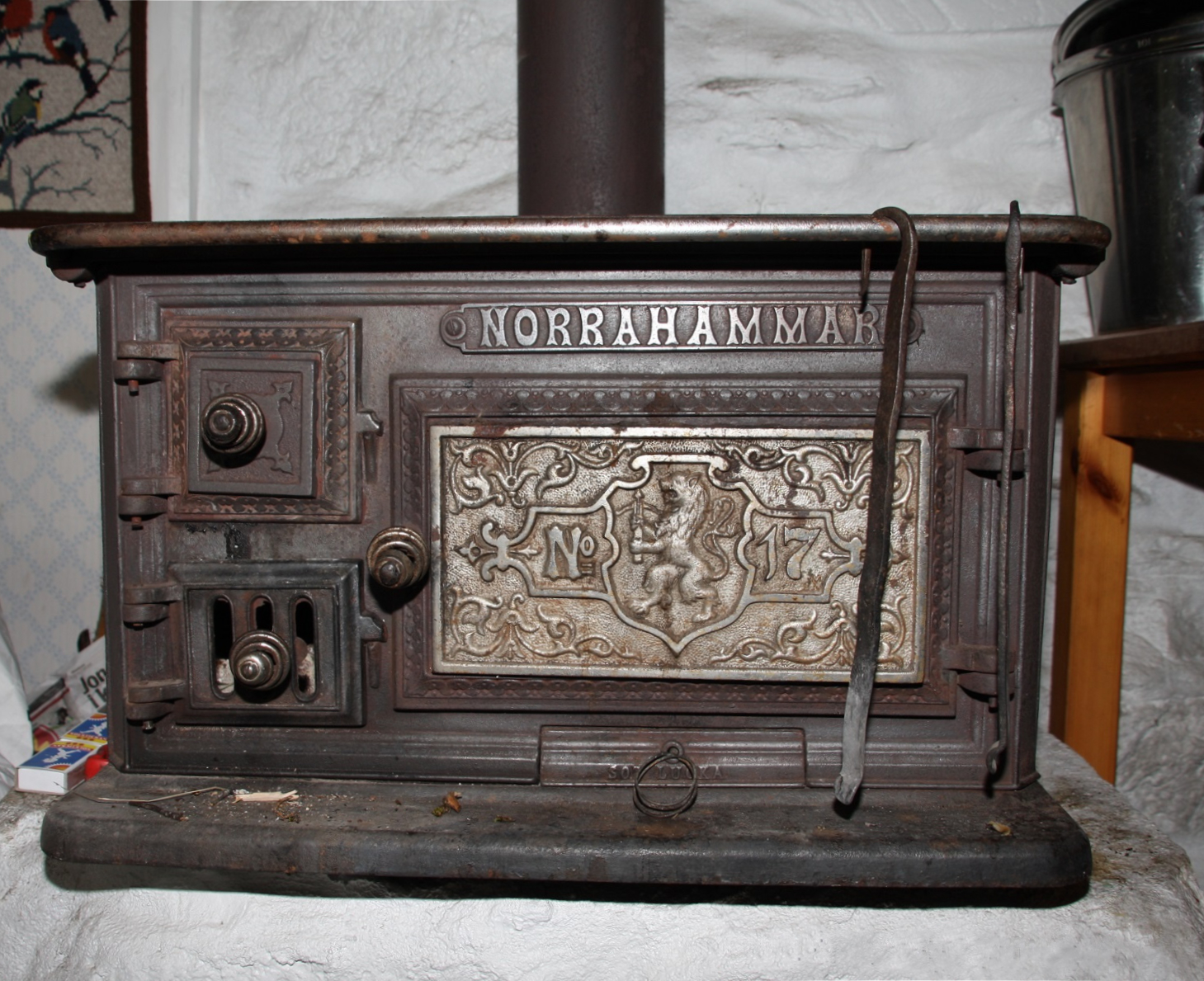
Vedspis från Norrhammar

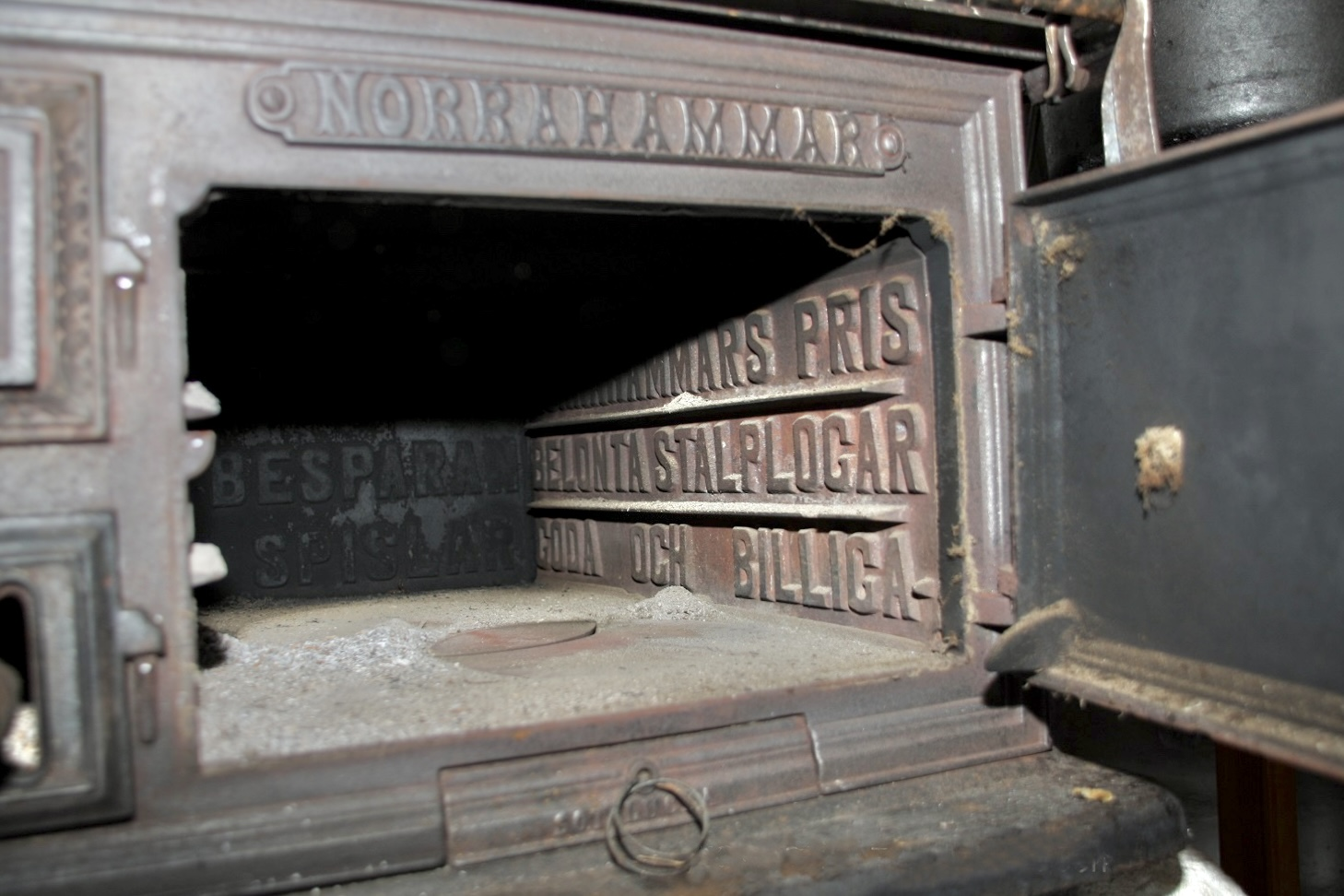
Vedspis från Norrahammar med öppen ugnsluckan öppen och med reklamtext ingjuten i väggen

År 1618 utfärdades privilegier för Tabergs bergslags "Norre Hammare i Barnarps sokn, Tweta Härad, Jönköping län".  Tabergsån lämnade kraft till hyttor, hammare och smedjor. Företagsamma bönder och importerade valloner blev bergsmän. Det är ursprunget till Norrahammars Bruk. Det moderna bruket grundades 1877 av Wilhelm Spånberg och dennes broder Emil Spånberg. Första gjuteribyggnaden uppfördes 1877 och man började tillverka gjutgods för lantbruksredskap samt handelsgjutgods såsom vedspisar, kaminer och kokkärl. Norrahammars spisar och gjutgods var ett på sin tid mycket kända med varumärkena Norah och Calda. Omkring 1928 överlät man tillverkningen av plogar till Överums Bruk och satsade istället på tillverkning värmeledningspannor samt gjutna radiatorer och plåtradiatorer. En annan stor produkt var hushållsmanglar, både för handkraft och elektrisk drift samt gräsklippare. Under 1930-talet började man även att tillverka elektriska spisar, kokhällar, bakugnar, värmeskåp och radiatorer.
Samhället Norrahammar växte upp kring Norrahammars bruk. Bruket köptes av Husqvarna 1918. Bruket köptes senare av ASJ och blev då Parca Norrahammar AB. Nedläggning av verksamheten i Norrahammar påbörjades i början av 1980-talet och avslutades i början av 1990-talet. År 1989 slogs CTC Osby AB samman med Parca Norrahammar och bildade Osby Parca AB.
År 1969 inträffade en stor gasolbrand vid bruket.